# Лемпстер (Нью-Гемпшир)
Лемпстер (англ. Lempster) — місто (англ. town) в США, в окрузі Салліван штату Нью-Гемпшир. Населення — 1118 осіб (2020).

## Демографія
Згідно з переписом 2010 року, у місті мешкали 1154 особи в 479 домогосподарствах у складі 324 родин. Було 679 помешкань
Расовий склад населення:
| - 98,1 % — білих - 0,3 % — корінних американців - 0,2 % — чорних або афроамериканців |

До двох чи більше рас належало 1,3 %. Частка іспаномовних становила 1,2 % від усіх жителів.
За віковим діапазоном населення розподілялося таким чином: 19,0 % — особи молодші 18 років, 68,4 % — особи у віці 18—64 років, 12,6 % — особи у віці 65 років та старші. Медіана віку мешканця становила 46,1 року. На 100 осіб жіночої статі у місті припадало 105,0 чоловіків;  на 100 жінок у віці від 18 років та старших — 106,9 чоловіків також старших 18 років.
Середній дохід на одне домашнє господарство  становив 72 763 долари США (медіана — 63 646), а середній дохід на одну сім'ю — 84 259 доларів (медіана — 68 000). Медіана доходів становила 60 208 доларів для чоловіків та 41 319 доларів для жінок. За межею бідності перебувало 7,9 % осіб, у тому числі 5,4 % дітей у віці до 18 років та 10,7 % осіб у віці 65 років та старших.
Цивільне працевлаштоване населення становило 433 особи. Основні галузі зайнятості: освіта, охорона здоров'я та соціальна допомога — 20,6 %, виробництво — 18,5 %, роздрібна торгівля — 11,1 %, будівництво — 9,9 %.